# Abagrotis trigona
Abagrotis trigona är en fjärilsart som beskrevs av Smith 1893. Abagrotis trigona ingår i släktet Abagrotis och familjen nattflyn. Inga underarter finns listade i Catalogue of Life.